# Kaliforniens historia
Kaliforniens historia kan ses som en historia med olika faser eller perioder. Den första perioden var den indianska eran, därefter följde den europeiska upptäckareran, den spanska kolonisationen, den mexikanska eran samt "delstatseran" (som är den nuvarande).  Stora "händelser" under 1800-talet var, förutom Mexikanska kriget och Amerikanska inbördeskriget, bland annat utbyggnaden av järnväg, exploatering av oljekällor samt guldrushen i mitten av seklet. Dessutom förbjöds slaveriet 1849. Vid sekelskiftet 1900 hade Kalifornien hunnit bli en ekonomisk och industriell stormakt. Den positionen har delstaten bevarat in på 2000-talet, även om de senaste årens ekonomiska kris nu slår hårt mot såväl ekonomi som sysselsättning. Kalifornien är förutom sin ställning som ekonomisk och industriell stormakt (trots nuvarande kris) bland annat också associerat med Hollywood, Silicon Valley, hippierörelsen, miljömedvetenhet samt Arnold Schwarzenegger (som varit delstatens guvernör 2003-2011). Det finns också en välkänd rivalitet mellan södra och norra Kalifornien, vilken har historiska rötter. 

## Historien före européerna
Människor har bott i nuvarande Kalifornien åtminstone sedan 17000 år före Kristus. De tidiga människorna i området var jägare och samlare. Eftersom det lokalt fanns stor tillgång på mat var inte alla stammar tvingade att övergå till jordbruk, utan kunde fortsätta som just jägare och samlare. Mellan 3000 och 2000 före Kristus utvecklades en regional mångfald genom lokal anpassning. 

### Slaveriet i Kalifornien
Det förekom slaveri i regionen innan européerna kom.

## Européerna upptäcker, och strider om, Kalifornien

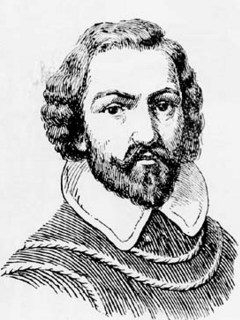
Oljemålning av Juan Rodríguez Cabrillo, omkring år 1500.

Den förste europé som "upptäckte" Kaliforniens kust var portugisen och äventyraren Juan Rodriguez Cabrillo (se bild), som seglade för det Spanska imperiet. Cabrillo var vid tidpunkten (1542) en välbärgad conquistador och skeppsbyggare som hade nått en hög ställning i nuvarande Guatemala, där han hade många indiska arbetare som han basade över. Genom sponsring av Guatemalas guvernör Pedro de Alvarado hade han medverkat i uppbyggnaden av den första skeppsbyggarindustrin längs Stilla havs-kusten. Allt material, såsom rep, block, segel, verktyg, spik, ankare och metalldelar med mera hade beställts från Spanien och skickats till en hamn på Mexikos östkust, för att sedan transporteras landvägen över Mexiko till västra kusten där skeppen skulle byggas. Omkring 37 år efter Cabrillos resa till Kalifornien gjorde den engelske upptäcktsresanden Francis Drake en resa till regionen, och utgav sig därefter som ägare till en del av den regionens kustområde.

## Den spanska perioden
Spanjorerna delade upp Kalifornien i två regioner, Baja California och Alta California, som provinser av Nya Spanien (det vill säga Mexiko). Baja California (nedre Kalifornien) bestod av den kaliforniska halvön, som numera tillhör Mexiko, och sträckte sig upp till San Diego-trakten, där Alta California (övre Kalifornien) tog vid. De östra och norra gränserna av Alta California var oklara, eftersom spanjorerna räknade all mark i västra USA som sin, även då de inte tagit marken i fysisk besittning.
1821 blev Mexiko självständigt från Spanien och Alta California blev då en stat i det Första mexikanska imperiet.